# Rossella Ratto
Rossella Ratto (* 20. Oktober 1993 in Moncalieri) ist eine ehemalige italienische Radrennfahrerin.

## Sportlicher Werdegang
2008 wurde Rossella Ratto italienische Vize-Meisterin der Jugend im Einzelzeitfahren; im Jahr darauf errang sie den Titel. 2010 wurde sie Vize-Weltmeisterin der Juniorinnen im Straßenrennen und  jeweils Dritte der Junioren-Europameisterschaft, der italienischen Meisterschaft im Einzelzeitfahren sowie im Straßenrennen. Beim Memorial Davide Fardelli belegte sie Platz zwei in der Junioren-Klasse.
2011 errang Ratto bei den Juniorinnen beide Europameistertitel, im Einzelzeitfahren sowie im Straßenrennen; beim Memorial Davide Fardelli wurde sie Dritte. 2012 belegte sie in der Gesamtwertung der Vuelta Ciclista Femenina El Salvador sowie des Giro della Toscana Femminile – Memorial Michela Fanini den siebten Platz. Bei den Straßen-Weltmeisterschaften 2012 in Valkenburg aan de Geul wurde sie im Straßenrennen Sechste und im Jahr darauf bei der WM in Florenz Dritte im Straßenrennen. Zudem wurde sie bei den Europameisterschaften 2013 Vizeeuropameisterin im Einzelzeitfahren der U23. Ihre international erfolgreichste Saison hatte sie 2014 mit zwei Siegen und zahlreichen weiteren Top-10-Platzierungen. 
Den letzten Sieg ihrer Karriere erzielte Ratto 2016 beim Eintagesrennen Winston-Salem Cycling Classic. In den folgenden Jahren konnte sie zunehmend nicht mehr an ihre Leistungen aus der Anfangszeit ihrer Karriere anknüpfen. Nach der Saison 2021 beendete sie im Alter von 28 Jahren ihre Karriere als Radrennfahrerin.

## Erfolge
2010
- Weltmeisterschaften – Straßenrennen (Junioren)
- Europameisterschaften – Straßenrennen (Junioren)

2011
- Europameisterin – Straßenrennen und Einzelzeitfahren (Junioren)

2012
- Nachwuchswertung Giro della Toscana Femminile

2013
- Weltmeisterschaften – Straßenrennen
- Europameisterschaften – Einzelzeitfahren (U23)
- Bergwertung Giro del Trentino Alto Adige

2014
- eine Etappe und Bergwertung The Women’s Tour
- Bergwertung und Nachwuchswertung Auensteiner Radsporttage
- Giro dell’Emilia Donne

2015
- Nachwuchswertung Tour Cycliste Féminin International de l’Ardèche

2016
- Winston-Salem Cycling Classic